# Anna Zofia Oldenburg
Anna Zofia Oldenburg (ur. 1 września 1647 we Flensburgu, zm. 1 lipca 1717 w zamku Lichtenberg k. Prettin) – księżniczka duńska, elektorowa Saksonii z dynastii Oldenburgów. Córka króla Danii Fryderyka III Oldenburga i Zofii Amelii brunszwickiej. 

## Życiorys
Żona (od 1666) elektora Saksonii Jana Jerzego III Wettyna. Matka elektora Saksonii (jako Fryderyk August I Wettyn) i króla Polski Augusta II Mocnego i elektora Saksonii Jana Jerzego IV Wettyna.